# لورا كامبوس
لورا كامبوس (بالإسبانية: Laura Campos)‏ هي لاعبة جمباز فني إسبانية، ولدت في 13 سبتمبر 1988 في ماردة في إسبانيا.

## وصلات خارجية
- لورا كامبوس على موقع الاتحاد الدولي للجمباز (biography) (الإنجليزية)
- لورا كامبوس على موقع أوليمبيديا (الإنجليزية)
- لورا كامبوس على موقع اللجنة الأولمبية الإسبانية (الإسبانية)